# Alegoria da Pintura (Vieira Portuense)
Alegoria da Pintura é uma pintura a óleo sobre tela datada de 1800 do artista português da época do neoclassicismo Vieira Portuense (1765-1805), obra que pertence ao Palácio Nacional de Queluz
A Alegoria da Pintura, que tem um formato oval, representa o retrato de uma pintora que está, por sua vez, a pintar o retrato de um homem, que se presume seja um auto-retrato do próprio autor, considerando-se que se trata de uma das obras de Vieira em que se verifica a influência da pintora Angelika Kauffmann.

## Descrição e história
Em primeiro plano, a figura feminina está sentada a mais de meio corpo, de costas para o observador, mas com o rosto voltado para este, olhando pelo canto dos olhos, tendo um cabelo castanho, encaracolado, comprido, apanhado por toucado branco. Veste uma camisa de manga curta em tons amarelos, com faixa verde no decote e manto castanho sobre o ombro esquerdo. Tem à cintura uma faixa preta. Enquanto na mão direita segura um pincel com que pinta na tela o retrato de uma figura masculina, na mão esquerda segura vários pincéis e uma paleta de diversas cores.
Segundo Varela Gomes, esta pintura de Vieira Portuense apresenta dois retratos, pois para além da pintora, em primeiro plano, há também o rosto pintado que esta está a pintar.
Durante bastante tempo considerou-se que a artista representada no quadro era Angelika Kauffmann, com quem Vieira conviveu, a pintar o rosto do próprio Vieira, atendendo às semelhanças entre a personagem feminina desta Alegoria e o auto-retrato (imagem ao lado) da artista anglo-suiça.

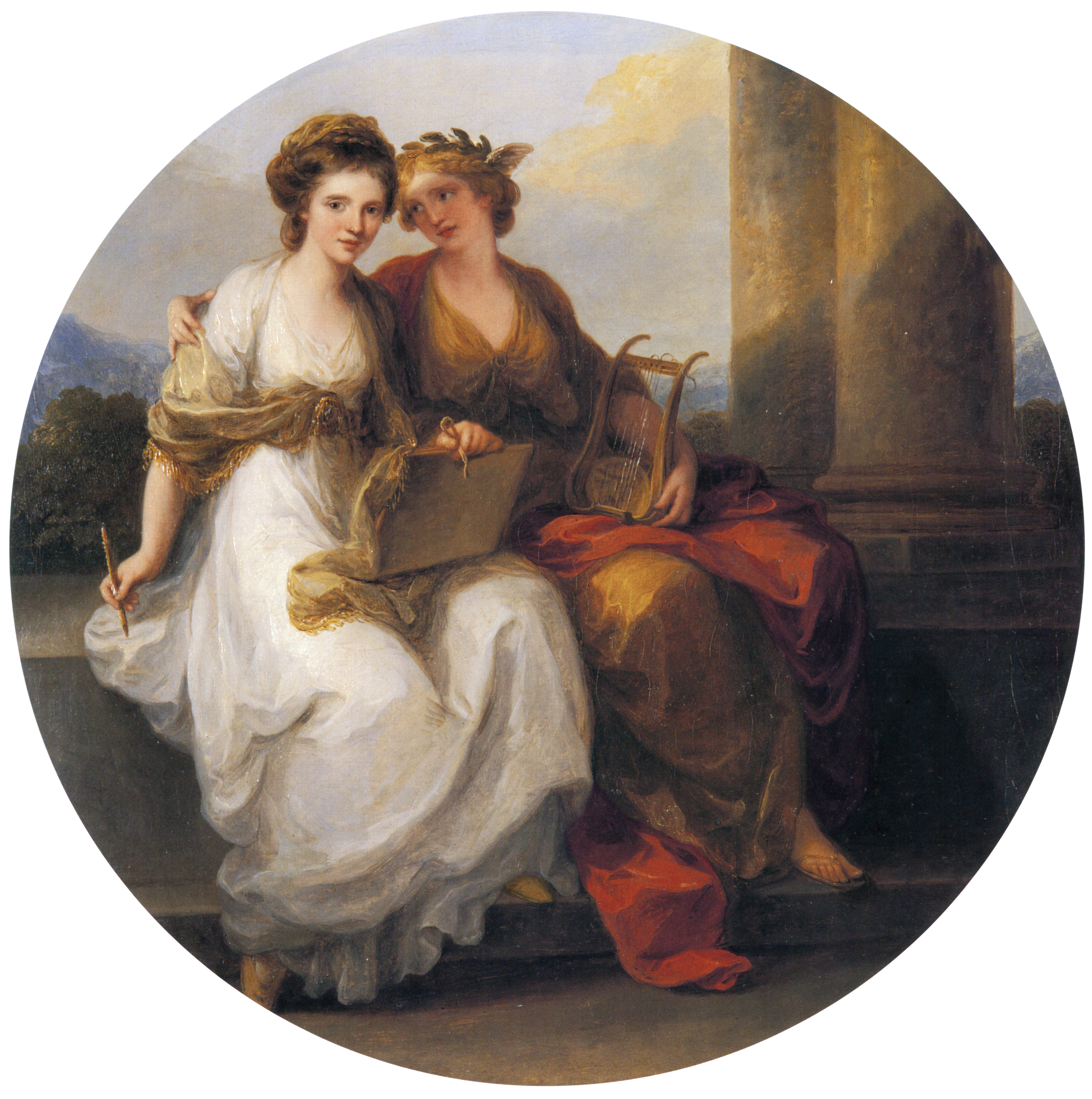
A Artista como Personagem de Desenho Ouvindo a Inspiração da Poesia (1782) de Angelika Kauffmann, na Kenwood House em Londres

Mas o estudioso Carlos de Passos sugeriu que nesta Alegoria está representada a própria esposa de Vieira, Maria Fabbri, jovem viúva italiana de um aluno de Francesco Bartolozzi com quem Vieira casou,:25 que estaria a pintar o retrato do seu marido, ou seja, o próprio Vieira Portuense, o que representaria neste caso um auto-retrato, atendendo à semelhança da figura masculina com o Retrato de Vieira Portuense de Pierre Violet (conhecido através da gravura de Bartolozzi). Carlos de Passos chamou a atenção para as semelhanças entre o rosto feminino da Alegoria e o rosto da Ninfa que olha para o espectador na obra Dança das Bacantes.A Dança das Bacantes é um desenho de Vieira gravado por Bartolozzi em que Vieira representou, segundo consta, a sua mulher.

## Apreciação
Regina Anacleto refere que Vieira viveu três anos em Londres durante os quais conviveu com pintores de nomeada que o influenciaram, especialmente Angelika Kauffmann, mas tendo ainda aprendido com outros como Joshua Reynolds, Henry Raeburn, John Hoppner, John Singleton Copley e Francesco Bartolozzi, além de ter sido profundamente influenciado pela pintura de paisagem inglesa.
No caso da Alegoria da Pintura a influência de Angelika Kauffmann foi tão importante que não se pode excluir a hipótese de esta lhe ter servido de modelo.